# Michele Caputo (geodeta)
Michele Caputo (Ferrara, 5 maggio 1927) è un geofisico, matematico e geodeta italiano.

## Biografia
Si è laureato in matematica e successivamente in fisica all'Università di Bologna. Dopo essere stato assistente in diversi atenei degli Stati Uniti, è stato professore di matematica e fisica all'Università della Columbia Britannica, professore di geodesia nella sua Alma Mater, professore di sismologia all'Università La Sapienza di Roma, e dal 1983 è professore ordinario e in seguito professore emerito di geofisica alla Texas A&M University.
Noto internazionalmente nell'ambito della fisica matematica e della fisica teorica classica per aver introdotto nel 1967, quando era affiliato all'Università di Trieste, la derivata frazionaria di Caputo, area di ricerca in cui egli è tuttora attivo. 
Ha preso parte a importanti spedizioni oceanografiche e archeologiche, tra cui la spedizione italiana in Karakorum del 1954-5. Ha diretto l'Istituto nazionale di geofisica e vulcanologia dal 1974 al 1976. Nel 1976 è stato insignito del premio Feltrinelli per la geodesia e la geofisica. Socio dell'Accademia Nazionale dei Lincei dal 1970, dal 1989 è membro dell'Academia Europæa.  È stato anche segretario generale aggiunto dell'Associazione internazionale di geodesia e geofisica.